# Kristinehamn (commune)
La commune de Kristinehamn est une commune suédoise du comté de Värmland. Environ 24 240 personnes y vivent (2020). Son chef-lieu se situe à Kristinehamn.

## Localités principales
- Bäckhammar
- Björneborg
- Kristinehamn
- Ölme

## Personnalités
- Le groupe de post-rock Oh Hiroshima est originaire de Kristinehamn.